# Mallinella liuyang
Mallinella liuyang là một loài nhện trong họ Zodariidae.
Loài này thuộc chi Mallinella. Mallinella liuyang được Chang-Min Yin & Yan miêu tả năm 2001.